# پوئبلا د اباندو
پوئبلا د اباندو (به اسپانیایی: Puebla de Obando) یک شهرستان در اسپانیا است که در استان باداخس واقع شده‌است.